# Fjällnära ko
Ej att förväxla med Fjällko

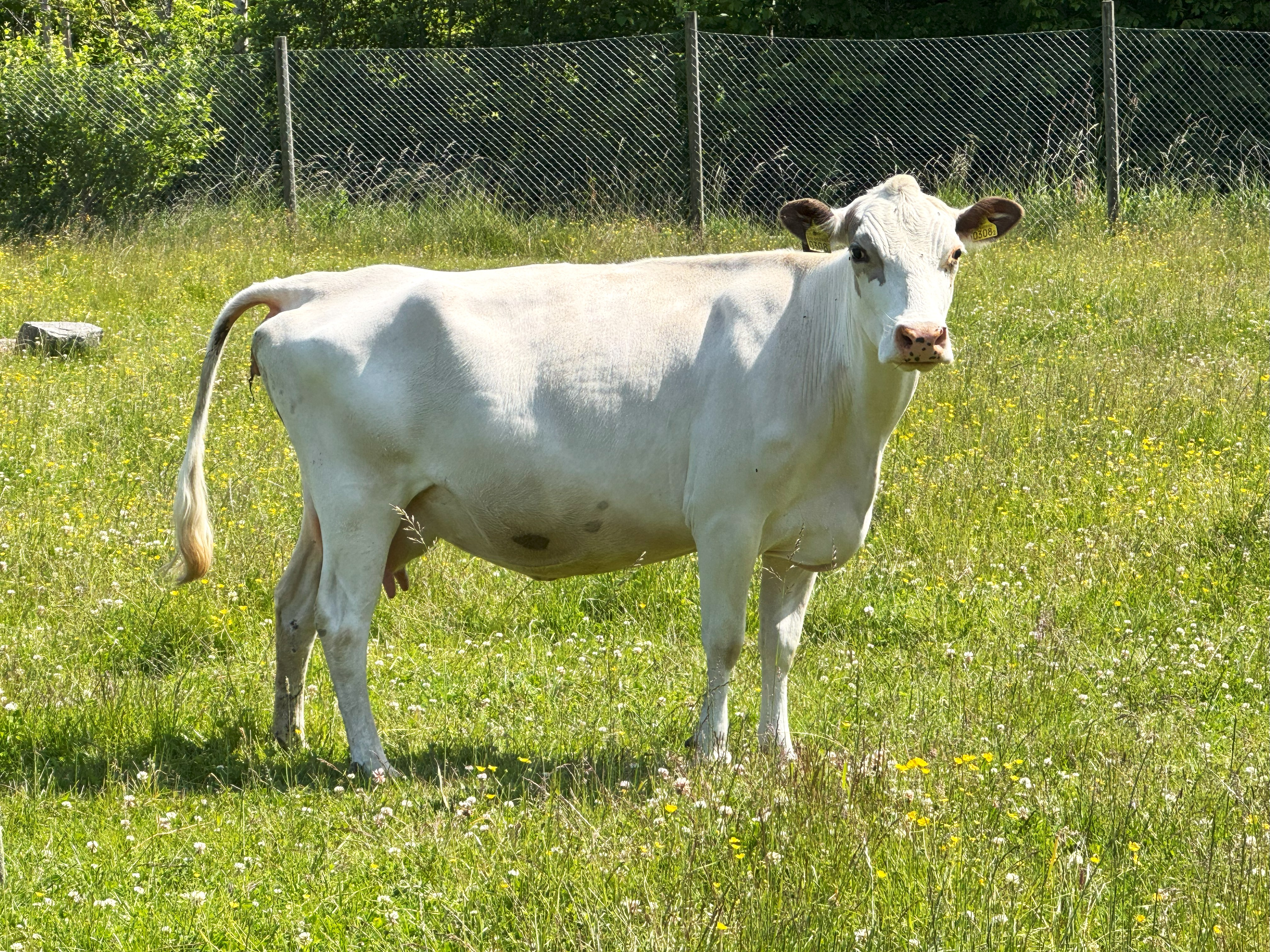
Fjällnära ko

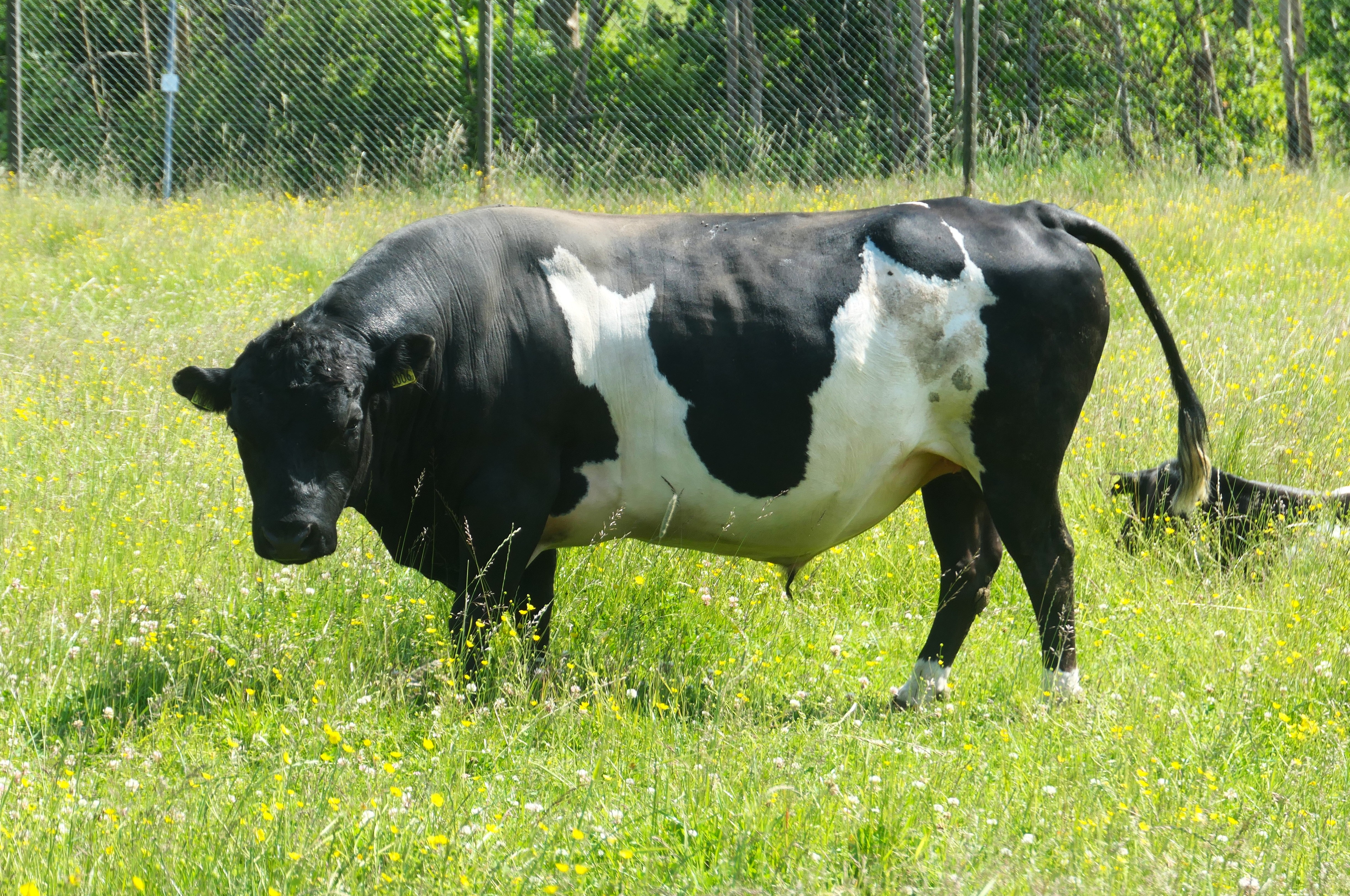
Fjällnära tjur

Fjällnära ko är en svensk lantras av nötboskap, som utgör en separat, oberoende grupp inom rasen fjällko. Dess främjande sker av två svenska avelsföreningar. Föreningen Svensk Fjällrasavel engagerar sig för hela rasen fjällko och har en underavdelning för fjällnära kor. Föreningen Äldre boskap arbetar enbart med fjällnära kor.
Föreningarna har något skilda avgränsningar av begreppet fjällnära ko. Föreningen Äldre Boskap godtar enbart djur som härstammar från fyra ursprungsbesättningar: i Lillhärjåbygget i Härjedalen, Biellojaure i Lappland, Klövsjö i Jämtland och Fatmomakke i Lappland. Föreningen Svensk Fjällrasavel godtar också djur från Funäsdalen i Härjedalen och Särna i Dalarna.
Den som på 1980-talet slog på trumman för den fjällnära boskapen var Nils Dahlbeck tog på 1980-talet initiativ till att bevara fjällnära kor och fick då flyttat två kor från Klövsjö innan fäboddriften i byn upphörde till Västkuststiftelsen och fick till spermalagring av tre fjällnära tjurar från Lillhärjåbygget, Biellojaure respektive Klövsjö genom projektet "Rädda fjällkon".
Fjällnära kor hållits i avlägsna gårdar, där avelsarbetet har varit blygsamt. De kan betraktas som den minst förädlade delen av fjällkorasen. Liksom de flesta fjällkor föder de sig bra på ett magert bete. De är mindre än vanliga fjällkor och ger vanligtvis en mindre mängd mjölk. Levandevikten på en fjällnära ko är vanligen 250-350 kg. En tjur väger cirka 100 kg mer. Normalt är djuren kulliga, men hornknappar har observerats vid något tillfälle. De är spensligt byggda med fin benstomme. Färg och teckning är mycket varierande. Färgen är vanligen vit med svarta, blekröda, grå eller gråbruna prickar, fläckar, fält eller sidor, enfärgade djur förekommer.

## Ursprungsbesättningarna i Föreningen Äldre Boskaps genbank
- Lillhärjåbygget är en väglös fjällgård. Besättningen har i snitt bestått av 5-10 kor, med egen tjur, som används en säsong. Gården med fäboden Hackåsen är fortfarande aktiv. Under sensommaren går korna på gårdens fäbod Hackåsen.

- Biellojaure var en fjällägenhet, där en besättning på i snitt sex fjällnära kor hölls på renbetesmark mellan 1925 och omkring 1993. Vinterfodret till korna kom i huvudsak från myrslåtter.

- Klövsjö hade flera små besättningar på fyra–sex djur, som betade på vårfäbodar i skogen nära byn och en sommarfäbod på fjället. En besättning hölls till omkring 1991.

- I Fatmomakke hölls kor av nybyggare, som först kom dit på 1820-talet. Avkomma efter en ko ingår i Föreningen Äldre Boskaps genbank.

## Register
De finns två föreningar som vårdar fjällnära kor i Sverige. De skiljer sig åt i sin avgränsning av rasen. Föreningen Fjällrasavel, som för stambok sedan 1996 över alla fjällkor, tillåter mer inblandning av fjällkor för gruppen fjällnära kor. År 2009 rapporterades det hos föreningen 132 kor från 41 besättningar till dess fjällnära register. 
Föreningen Äldre Boskap godkänner räknar med att det (2021) finns omkring 200 fjällnära kor av sammanlagt omkring 4 000 fjällkor.